# Gilbert (Minnesota)
Gilbert is een plaats (city) in de Amerikaanse staat Minnesota, en valt bestuurlijk gezien onder St. Louis County.

## Demografie
Bij de volkstelling in 2000 werd het aantal inwoners vastgesteld op 1847.
In 2006 is het aantal inwoners door het United States Census Bureau geschat op 1755, een daling van 92 (-5.0%).

## Geografie
Volgens het United States Census Bureau beslaat de plaats een oppervlakte van
32,6 km², waarvan 30,5 km² land en 2,1 km² water. Gilbert ligt op ongeveer 467 m boven zeeniveau.

## Plaatsen in de nabije omgeving
De onderstaande figuur toont nabijgelegen plaatsen in een straal van 12 km rond Gilbert.